# Ilona Schoknecht-Slupianek
Ilona Schoknecht-Slupianek (República Democràtica Alemanya, 24 setembre de 1956) va ser una atleta alemanya, especialitzada en la prova de llançament de pes en la qual va arribar a ser campiona mundial el 1983 i campiona olímpica a Moscou de 1980.
Al Campionat Europeu d'Atletisme en Pista Coberta de 1979 va guanyar la medalla d'or en llançament de pes, amb una marca de 21,01 metres. L'any següent, en els jocs olímpics de Moscou de 1980 va guanyar la medalla d'or en llançament de pes, quedant per davant de la soviètica Svetlana Krachévskaia i de la seva compatriota alemanya Margitta Pufe. Al Mundial de Hèlsinki de 1983 va guanyar la medalla de bronze en la mateixa prova amb 20,56 metres, després de la txecoslovaca Helena Fibingerová i l'alemanya Helma Knorscheidt.